# Municipio de Lincoln (condado de Tripp)
El municipio de Lincoln (en inglés: Lincoln Township) es un municipio ubicado en el condado de Tripp en el estado estadounidense de Dakota del Sur. En el año 2010 tenía una población de 30 habitantes y una densidad poblacional de 0,32 personas por km².

## Geografía
El municipio de Lincoln se encuentra ubicado en las coordenadas 43°7′58″N 99°35′1″O / 43.13278, -99.58361. Según la Oficina del Censo de los Estados Unidos, el municipio tiene una superficie total de 92.92 km², de la cual 92,79 km² corresponden a tierra firme y (0,14 %) 0,13 km² es agua.

## Demografía
Según el censo de 2010, había 30 personas residiendo en el municipio de Lincoln. La densidad de población era de 0,32 hab./km². De los 30 habitantes, el municipio de Lincoln estaba compuesto por el 100 % blancos. Del total de la población el 0 % eran hispanos o latinos de cualquier raza.